# Tazza: The Hidden Card
Tazza: The Hidden Card (hangul: 타짜: 신의 손; rr: Tajja: Sineui Son; lit. Tazza: Mão de Deus) (Brasil: Tazza: Uma Cartada Mortal ), também conhecido como Tazza 2, é um filme sul-coreano do gênero drama sobre jogos, baseado no manhwa de mesmo nome de Huh Young-man e Kim Se-yeong.

## Enredo
Dae-gil (Choi Seung-hyun), um jovem com talentos naturalmente nascidos no jogo de azar, faz uma estreia deslumbrante como um jogador e reúne-se com seu primeiro amor, Mi-na. No entanto, Dae-gil logo se torna o bode expiatório de uma traição e conspiração e é forçado a fugir. Ele planeja se vingar e se prepara para um grande e predestinado jogo com Mi-na, que tem o ajudado a cada passo de seu caminho.

## Produção
Devido ao sucesso de bilheteria do filme Tazza: The High Rollers (que atraiu 6,84 milhões de espectadores em 2006, tornando-se um dos filmes sul-coreanos de maior bilheteria do ano), a produtora Sidus FNH anunciou uma sequência, com Jang Joon-hwan como roteirista / diretor e com data de lançamento prevista para o fim do ano de 2008. Porém, mais tarde a pré-produção do filme foi interrompida, e Jang saiu da equipe do filme.
Especulações sobre a sequência continuaram, visto que Tajja, uma famosa série de quadrinhos, ilustrada por Huh Youngman e escrita por Kim Se-yeong, que serviu de material para o filme de 2006, foi publicada em quatro volumes, cada um apresentando personagens e ambientações diferentes. A sequência foi baseada no segundo volume, Tazza: Hand of God, que foi publicado em 16 de novembro de 2006 pela Random House Korea.
Em 2012, Kang Hyeong-cheol foi escalado para dirigir a sequência, e seu elenco foi definido no final de 2013, com Choi Seung-hyun (T.O.P) como o protagonista Ham Dae-gil, sobrinho de Goni, o protagonista do primeiro filme Tazza: The High Rollers. Suas filmagens iniciaram-se em 2 de janeiro de 2014 em Cheongnyangni-dong, Seul.

## Elenco
- Choi Seung-hyun (T.O.P) como Ham Dae-gil[8][9]
  - Jung Yun-seok como Dae-gil jovem
- Shin Se-kyung como Heo Mi-na[10]
- Kwak Do-won como Jang Dong-sik
- Lee Ha-nui como presidente Woo
- Yoo Hae-jin como Ko Gwang-ryeol
- Kim Yoon-seok como Agui
- Lee Geung-young como Kko-jang
- Kim In-kwon como Heo Gwang-chul, irmão mais velho de Mi-na
- Oh Jung-se como Diretor Seo
- Park Hyo-joo como Little Madam
- Go Soo-hee como Madame Song
- Kim Joon-ho como Yu-ryeong ("Ghost")
- Lee Dong-hwi como Jjari ("Worth")
- Kim Won-hae como artista Jo
- Lee Jun-hyeok como Benjie
- Kim Min-sang como Dr. Hwang
- Jo Kyung-hyun como Sr. Kim jovem
- Son Sang-gyeong como Jang
- Park Su-yeong como Chang-sik
- Im Jung-eun como mãe de Dae-gil
- Lee Dong-yong como proprietário de oficina
- Ha Seong-gwang como The Dark Knight of Ansan
- Song Jae-ryong como den bouncer
- Kim Dae-myung como proprietário do salão de bilhar
- Yoon Kyeong-ho como jogador no salão de bilhar
- Nicky Lee como Ppappa
- Bae Yu-ram como "Halibut"
- Ahn Jae-hong como Woon-do
- Jung Da-won como Joong-ki
- Cha Seung-ho como detetive subornado
- Kwak Soo-jung como esposa do proprietário de oficina
- Lee Joon-ik como O-ring man (participação)
- Oh Yeon-soo como mulher no observatório (participação)
- Yeo Jin-goo como aluno de Agui (participação)
- Cha Tae-hyun como DJ de rádio (participação)

## Prêmios e indicações
| Ano  | Prêmio                   | Categoria                 | Beneficiário           | Resultado |
| ---- | ------------------------ | ------------------------- | ---------------------- | --------- |
| 2014 | Grand Bell Awards        | Melhor Diretor            | Kang Hyeong-cheol      | Indicado  |
| 2014 | Grand Bell Awards        | Melhor Atriz Revelação    | Lee Ha-nui             | Indicado  |
| 2014 | Grand Bell Awards        | Melhor Música             | Kim Jun-seok           | Indicado  |
| 2014 | Blue Dragon Film Awards  | Melhor Atriz Coadjuvante  | Lee Ha-nui             | Indicado  |
| 2014 | Blue Dragon Film Awards  | Melhor Edição             | Nam Na-yeong           | Indicado  |
| 2014 | Blue Dragon Film Awards  | Melhor Música             | Kim Jun-seok           | Indicado  |
| 2014 | Blue Dragon Film Awards  | Prêmio de Estrela Popular | Shin Se-kyung          | Venceu    |
| 2015 | Baeksang Arts Awards     | Melhor Atriz Revelação    | Lee Ha-nui             | Indicado  |
| 2016 | Annual DramaFever Awards | Melhor Longa-metragem     | Tazza: The Hidden Card | Venceu    |